# Matelea aristolochiifolia
Matelea aristolochiifolia är en oleanderväxtart som först beskrevs av T. S. Brandegee, och fick sitt nu gällande namn av Lloyd Herbert Shinners. Matelea aristolochiifolia ingår i släktet Matelea och familjen oleanderväxter. Inga underarter finns listade i Catalogue of Life.